# JSI
JSI: Jonathan Sangrera Investigador, o más conocido como JSI, es una serie de televisión ecuatoriana, creada por Fernando Villarroel y producida por la cadena TC Televisión en el año 2009, basándose en la parodia del presentador de televisión Jonathan Carrera, pero esta vez en su carrera como detective.
Protagonizada por Fernando Villarroel y Dallyana Passailaigue, con las participaciones antagónicas de Carolina Ramos, Alberto Pablo Rivera y Orlando Quiñonez. Cuenta además con las actuaciones estelares de Marcelo Paredes, Angélica Arriciaga, Stalyn Baquerizo y Tatiana Macías (marcando su debut como actriz).

## Trama
El equipo de JSI resuelve los conflictos más graves ocasionados en la ciudad, liderado por Jonathan Sangrera (Fernando Villarroel) quien a su vez comete ciertos errores pero obtiene la victoria de estos casos gracias a la ayuda de su asistente Tatiana Lalama (Dallyana Passailaigue). Ambos tienen que enfrentar los conflictos de la malvada Mariela Claridad (Carolina Ramos) y sus cómplices.

## Elenco
- Fernando Villarroel - Jonathan Sangrera Investigador / Puñetere / Don Alfonso[2]
- Dallyana Passailaigue - Tatiana Lalama[3]
- Carolina Ramos - Mariela Claridad
- Honorio Santiesteban - El Coronel
- Alberto Pablo Rivera - Bryan Perez
- Orlando Quiñonez - Cabo Néstor / Coco
- Marcelo Paredes - Edmundo
- Angélica Arriciaga - Socorro
- Stalyn Baquerizo - Juanchis
- Tatiana Macías - Nicole
- Miguel Santana - Cabo Lalama
- Alex Pluas - El Vacilón
- José Corozo - Cabo Rodríguez
- Arturo Ramos Galarza - Barney
- Johnny Shapiro - Pelito Maraca

## Producción
La etapa de preproducción comenzó en noviembre del 2008 confirmando a Fernando Villarroel y Sofía Caiche como los protagonistas principales, además contando con los actores de la serie Mi Recinto en los papeles secundarios y contando con la participación de la modelo Carolina Ramos como la Antagonista Principal de la serie. Las grabaciones se iniciaron en marzo del 2009. Días antes de que inicien grabaciones Sofía Caiche renuncia a la serie y al equipo de Villarroel para trasladarse a la telenovela Kandela producida por la misma cadena Tc Televisión, en su reemplazo entra Dallyana Passailaigue como la protagonista principal y quien también marcaba su debut como actriz.

## Versiones

### Jonathan Sangrera (segmento)
- Versión original emitido en 2006 como segmento en el programa Ni En Vivo Ni En Directo con el nombre de Jonathan Sangrera, el programa fue producido por TC Televisión y el personaje principal también es interpretado por Fernando Villarroel.